# Ihor Duc'
Ihor Andrijovyč Duc' (in ucraino Ігор Андрійович Дуць?; Nyžankovyči, 11 aprile 1994) è un calciatore ucraino, difensore svincolato.

## Carriera

### Club
Ha giocato nella prima divisione ucraina.

### Nazionale
Ha giocato numerose partite con le varie nazionali giovanili ucraine, fino all'Under-21.